# Nagem
Nagem är en ort i Luxemburg.   Den ligger i distriktet Diekirch, i den västra delen av landet, 28 km nordväst om huvudstaden Luxemburg. Nagem ligger 323 meter över havet och antalet invånare är 216.
Terrängen runt Nagem är huvudsakligen platt, men åt nordost är den kuperad.  Närmaste större samhälle är Ettelbruck, 18,8 km öster om Nagem. 
Omgivningarna runt Nagem är en mosaik av jordbruksmark och naturlig växtlighet. Runt Nagem är det ganska tätbefolkat, med 60 invånare per kvadratkilometer.